# مسجد حاج ابراهیم بیک
مسجد حاج ابراهیم بیک مربوط به دوره قاجار است و در همدان، خیابان آیت الله معصومی، نزدیک آرامگاه باباطاهر واقع شده و این اثر در تاریخ ۲۹ تیر ۱۳۷۸ با شمارهٔ ثبت ۲۳۵۶ به‌عنوان یکی از آثار ملی ایران به ثبت رسیده است.